# Japanischer Fischotter
Der Japanische Fischotter (Lutra nippon) ist eine ausgestorbene Art der Altweltotter innerhalb der Marder, dessen Artstatus angezweifelt wird. Er war historisch auf den japanischen Inseln verbreitet. 1979 wurde er letztmals auf der Insel Shikoku gesichtet. Seit 2012 gilt er offiziell als ausgestorben.

## Merkmale
Der Japanische Fischotter entsprach in seinem Aussehen dem Eurasischen Otter. Die Kopf-Rumpf-Länge lag im Bereich von etwa 90 Zentimetern und entsprach der großer Individuen der asiatischen Unterarten des Eurasischen Otters bzw. war etwas größer. Der Schwanz war im Verhältnis zum Körper deutlich länger als beim Eurasischen Fischotter; beim Japanischen Fischotter entsprach er 60 bis 70 % der Körperlänge, beim Eurasischen Fischotter nur 53 bis 60 %. Weitere Unterschiede betreffen die Form des Rhinalium. Das Fell bestand aus kurzen Haaren, die Körperfärbung war dunkelbraun bis graubraun mit hellbraunen Anteilen. Die Bauchseite war hell mit weißen Haaren. Die Kehle und der vordere Nacken waren beige, die Haare im Bereich der Oberlippe fast weiß.
Die Artbeschreibung erfolgte vor allem auf der Basis des Schädels. Dieser ist kräftig gebaut mit einem vergleichsweise großen Gesichtsschädel und unterscheidet sich in der Lage einzelner Fenster wie des Foramen ovale sowie der Proportionen einzelner Schädelregionen zueinander vom Eurasischen Fischotter.

## Verbreitung und Gefährdungsstatus
Der Japanische Otter war früher auf den japanischen Inseln wahrscheinlich weit verbreitet, gilt jedoch seit der Meiji-Zeit in weiten Teilen Japans als ausgestorben. Zwischen 1955 und 1959 wurde er letztmals auf Honshu, Kyushu und Hokkaido gesichtet. Der letzte sichere Nachweis war 1979 auf der Insel Shikoku, als ein totes Exemplar gefunden wurde. Eine Suche nach der Art in den 1990er-Jahren blieb ergebnislos. 2012 wurde der Japanische Fischotter durch das japanische Umweltministerium offiziell für ausgestorben erklärt.

## Lebensweise
Über die Lebensweise des Japanischen Fischotters liegen keine Informationen vor. Es ist anzunehmen, dass sie sich von der des Eurasischen Fischotters nicht wesentlich unterschied.

## Systematik
Der Status des Japanischen Otters als eigenständige Art ist umstritten. Er wurde 1989 von den japanischen Zoologen Imaizumi und Yoshiyuki (1989) vom Eurasischen Fischotter getrennt und als eigene Art beschrieben. Während zum Beispiel Wozencraft in Wilson and Reeder (2005) dieser Annahme folgt, wird bei der IUCN der Artstatus als unsicher dargestellt und der japanische Otter als Population des Eurasischen Otters beschrieben.
Unterstützt wurde der eigenständige Artstatus 1996 und 2019 durch molekularbiologische Vergleiche des mitochondrialen Gens für Cytochrom b, bei dem ein Unterschied von 3,6 % der betrachteten Nukleotide festgestellt wurde. Da dieser Unterschied größer ist als der des ebenfalls betrachteten Artenpaares aus Feuerwiesel (Mustela sibirica) und Japan-Wiesel (Mustela itatsi) sowie höher liegt als dem in einer Studie zur Phylogenie der Marder festgelegten Mindestunterschied in der entsprechenden DNA-Sequenz (Minimum 3,5 %), wurde der Artstatus für den Japanischen Otter erhärtet.